# Збіг незалежних висновків
У науці та історії збіг незалежних висновків (також узгодженість доказів або консилієнція) — це принцип, згідно з яким докази з незалежних, не пов'язаних між собою джерел можуть «сходитися» до вагомих висновків. Тобто, коли кілька джерел доказів узгоджуються між собою, висновок може бути дуже сильним, навіть якщо жодне з окремих джерел не є достатньо переконливим саме по собі. Більшість усталених наукових знань ґрунтується на збігові доказів; якщо це не так, то докази є відносно слабкими, і, ймовірно, не існуватиме стійкого наукового консенсусу.
Цей принцип базується на ідеї цілісності знання: вимірювання одного й того самого результату кількома різними методами повинно давати однакову відповідь. Наприклад, не має значення, чи вимірювати відстані в межах комплексу пірамід Гізи за допомогою лазерного далекоміра, супутникової зйомки чи метрової лінійки — в усіх трьох випадках результат повинен бути приблизно однаковим. З тієї ж причини різні методи датування в геохронології повинні збігатися, результат у хімії не повинен суперечити результату в геології тощо.
Термін consilience (консилієнція) вперше запровадив як словосполучення consilience of inductions Вільям Вевелл. Слово походить від латинських com- — «разом» і -siliens — «той, що стрибає» (як у слові резилентність).